# Лунгин, Павел Семёнович
Па́вел Семёнович Лунги́н (род. 12 июля 1949, Москва, СССР) — советский и российский кинорежиссёр, сценарист и продюсер. Народный артист Российской Федерации (2008). Лауреат Каннского кинофестиваля (1990).

## Биография
Павел Лунгин родился 12 июля 1949 года в Москве, в семье сценариста Семёна Львовича Лунгина и филолога и переводчицы Лилианны Зиновьевны Лунгиной (Маркович), благодаря переводу которой история о Малыше и Карлсоне стала известной и столь популярной и любимой в России. В 1971 году Павел Семёнович окончил отделение структурной и прикладной лингвистики МГУ. В этом же году у него родился сын Александр (в будущем — продюсер и кинорежиссёр). В 1975 году Павел Лунгин окончил сценарное отделение Высших курсов сценаристов и режиссёров (мастерскую М. Г. Львовского — Л. В. Голубкиной, худ. рук. Г. Н. Данелия).
В кино Павел Лунгин дебютировал как сценарист в 1976 году — семейным фильмом «Всё дело в брате», рассказывающим историю двух братьев, один из которых примерный ученик, а второй — лоботряс и бездельник. Затем по его сценариям были поставлены такие известные картины, как «Конец императора тайги» (1978) и «Непобедимый» (1983). Первый фильм воспроизводит одну из малоизвестных страниц биографии Аркадия Гайдара (Голикова), когда он юношей был назначен командиром отряда ЧОНа (частей особого назначения); а второй рассказывает историю бывшего красноармейца Андрея Хромова, одержимого идеей создания нового вида борьбы — самообороны без оружия. Также по сценариям Павла Лунгина были сняты такие фильмы, как комедийная мелодрама «Всё наоборот» (1981), драмы «Попутчик» (1986) и «Христиане» (1987), историческая драма «Восточный роман» (1992).
В 40 лет, когда мне уже казалось, что жизнь моя более или менее закончена, я был неудачным и неуспешным сценаристом, вдруг в моей жизни возникла такая ситуация, что я получил возможность поставить фильм. Этот фильм назывался Такси-блюз.
С 1990 до 2000 года жил во Франции и снимал свои фильмы при участии французских продюсеров, но по-прежнему — в России и о России.
Павел Лунгин талантлив, умён и не боится своими фильмами бросать вызов этому меркантильному миру. Может быть, поэтому живет он сейчас в Париже.
Павел Лунгин снял первый фильм лишь в 40 лет. К тому времени это был человек зрелый, с чётко сложившейся жизненной позицией:
Если что-то и случается с режиссёром — то в первом фильме. Потому что в первом фильме выкладываешь всё накопленное, потому что умения ещё нет, а есть искренность и нутро.
На главную роль в свою первую режиссёрскую работу, фильм «Такси-блюз», Павел Лунгин пригласил известного андеграундного рок-поэта, лидера группы «Звуки Му» Петра Мамонова, открыв его как киноактёра (до этого Мамонов снялся в небольшой роли в фильме Рашида Нугманова «Игла»). «Такси-блюз» — это мелодраматическая история о том, как жизнь соединила двоих ни в чём не схожих людей — практичного таксиста и безвольного спившегося музыканта. В фильме сжато и ярко, широкими мазками отражено всё, что Павел Семенович позже будет вкладывать в каждую свою картину. За эту картину Лунгин в 1990 году получил приз за лучшую режиссуру на Каннском кинофестивале.
После того, как я получил приз в Каннах, у меня был небольшой период славы. Во Франции я стал почему-то безумно популярен и знаменит, и так оказалось, что во Франции мне предложили работать, то есть они мне стали давать деньги на фильмы. А в России в это время был абсолютный развал кино. И я жил наполовину во Франции, наполовину в России. Моя мама провела своё детство во Франции и научила меня говорить и читать по-французски.
В 2005 году по телевидению был показан снятый Лунгиным сериал Дело о «Мёртвых душах». Наряду с классической фабулой «Мёртвых душ» в фильме использованы фрагменты других знаменитых произведений Гоголя. Сценарий будущей фантасмагории Павел Лунгин писал в соавторстве с Юрием Арабовым, единственным кинодраматургом, который, по мнению режиссёра, мог осилить такую махину. Лунгин очень любит Гоголя. Режиссёр признаётся, что, когда ему только предложили этот проект, сперва он ужаснулся. Но, поразмыслив, пришёл к мнению, что именно «Гоголиада», а не просто экранизация «Мёртвых душ», должна ожить на экране.
В 2006 году Лунгин снял свой второй фильм с Петром Мамоновым в главной роли, «Остров», по сценарию Дмитрия Соболева. Режиссёра привлёк сценарий выпускника вгиковской сценарной мастерской прежде всего своей глубиной, духовностью и необычностью. К слову, Дмитрий Соболев — ученик Юрия Арабова, который вместе с Лунгиным работал над «Мёртвыми душами». «Остров» имел успех, вызвал большой резонанс, собрал множество наград на кинофестивалях. Фильм демонстрировался телеканалом «Россия» в канун православного Рождества в 2007 году, имя Петра Мамонова стало широко известно за пределами круга его поклонников. Режиссёр говорит, что картина «Остров» — «это фильм о Боге, стыде, грехе, преступлении. Но это ещё и попытка рассказать о том, как это мучительно больно — быть человеком. И как необходимо им быть». Лунгин также отмечал, что «Остров» в чём-то продолжает «Покаяние» Тенгиза Абуладзе и «Цареубийцу» Карена Шахназарова, но он более камерный и в большей мере обращён к отдельному человеку, нежели к обществу в целом.
В 2008 году в издательстве «Сеанс/Амфора» (СПб) вышла книга — сборник сценариев Павла Лунгина. В сборник вошли сценарии, написанные Лунгиным или при его участии с 1983 по 2007 годы, как для собственных фильмов («Такси-блюз», «Луна-парк», «Свадьба», «Олигарх»), так и для фильмов других режиссёров («Непобедимый», «Попутчик»). Сценарии опубликованы в их первоначальном виде, без литературной обработки или адаптации.
Весной 2009 года Павел Лунгин закончил съёмки нового фильма с Петром Мамоновым и Олегом Янковским в главных ролях. Фильм «Царь» был показан на Каннском и 31-м Московском кинофестивале в 2009 году. На последнем Лунгин возглавил жюри основного конкурса.
С 2010 года является президентом Международного кинофестиваля имени Андрея Тарковского «Зеркало» (город Иваново).
В июле 2015 года Павел Лунгин завершил съёмки «Дамы пик», по повести Александра Пушкина «Пиковая дама» и одноимённой опере Петра Чайковского. Премьера состоялась на следующий год. Картина, по словам режиссёра, стала попыткой совместить классическую оперу и мистический триллер, где вместо игорного дома его современный аналог — казино. Главные роли в «Даме пик» сыграли Ксения Раппопорт, Игорь Миркурбанов, Владимир Симонов, а также молодые актёры СТИ Сергея Женовача — Иван Янковский и Мария Курденевич.
С 2015 года руководит мастерской режиссёров игрового кино на Высших курсах сценаристов и режиссёров.
Лунгин был одним из создателей музея Бориса Ельцина в Екатеринбурге.
В ноябре 2016 года режиссёр рассказал о планах снять фильм, посвящённый исправительно-трудовым лагерям ГУЛАГа.
В июне 2017 года Павел Лунгин стал председателем жюри 3-го Московского еврейского кинофестиваля.
В апреле 2019 года Лунгин анонсировал свою будущую картину «Красный арсенал». По словам режиссёра, это будет «парафраз» его картины «Такси-блюз».

## Общественная позиция
Поддерживал политику Бориса Ельцина в 1990-е годы и его движение к демократии.
В 2008 году подписал письмо российских деятелей культуры в поддержку бывшего юриста компании ЮКОС Светланы Бахминой, отбывавшей наказание в одной из мордовских колоний.
В мае 2009 года в интервью «Аргументам и фактам» Лунгин высказал мнение, что российский опыт коррумпированной демократии вызвал у людей негативное отношение к демократическим институтам власти, однако между коррумпированной демократией и коррумпированным абсолютизмом он выбрал бы демократию, потому что при абсолютизме, по его мнению, нет возможности высказывать своё мнение. Там же упомянул об уменьшающемся количестве оставшихся на ТВ передач в жанре политических дискуссий.
В 2010 году в коллективном письме к Президенту России призвал оправдать Ходорковского и Лебедева, отбывавших наказание по делу ЮКОСа.
В 2011 году поддержал Михаила Прохорова в его намерениях пойти на выборы в Государственную думу с партией «Правое дело». В том же году принял участие в общероссийском круглом столе, целью которого была выработка механизма мирной передачи власти в момент «краха режима» Владимира Путина.
В 2012 году принял участие в телепередаче «Исторический процесс», где выступил против принятия закона, устанавливающего ответственность за пропаганду нетрадиционных сексуальных отношений среди несовершеннолетних. В том же году вошёл в политсовет праволиберальной общественной организации «Правый поворот — Центр непопулярных реформ», созданной на основе «Деловой России» Бориса Титова.
В марте 2014 года Лунгин поддержал аннексию Крыма, подписал письмо президенту России Владимиру Путину в поддержку аннексии.
В марте 2016 года Лунгин стал членом клуба сторонников «Партии Роста», который создавался для идейно близких общественных деятелей к партии, но не желающих получать партийный билет. Позже он вошёл в состав генерального совета партии.
В 2018 подписал обращение с просьбой помиловать украинского режиссёра Олега Сенцова. Также выступал в защиту Кирилла Серебренникова в деле о хищении в «Седьмой студии».
В марте 2019 года Павел Лунгин рассказал, что на предварительном показе фильма «Братство», где присутствовал призвавший запретить картину сенатор Игорь Морозов, он почувствовал себя «мальчиком для битья». «Мракобесием для меня является только то, что сразу хочется запретить, сразу хочется разорвать, сразу хочется сделать так, чтобы никто не увидел. Вот это поведение мракобесов и поведение людей, которые боятся правды, боятся чужого мнения, боятся объективности. Я верю, что у нас нет цензуры и что наше искусство всё-таки не будет решать свою судьбу в зависимости от мнения какой-то группы», — сказал Павел Лунгин в интервью изданию «Говорит Москва».
На вопрос «Есть ли за что быть благодарными Сталину?» Павел Лунгин ответил: «Конечно, нет».
В сентябре 2020 года подписал письмо в поддержку протестных акций в Белоруссии.
В феврале 2022 года вместе с тридцатью деятелями киноиндустрии Лунгин раскритиковал указ Президента по «сохранению и укреплению традиционных российских духовно-нравственных ценностей», после того как Министерство культуры заявило о необходимости поиска новых подходов к разработке основ государственной политики. Дополнительный контроль, по их мнению, приведёт российское кино и сериалы к максимальному упрощению.

## Семья
Мать — Лилианна Зиновьевна Лунгина (девичья фамилия Марко́вич; 16 июня 1920, Смоленск, РСФСР — 13 января 1998, Москва, Россия) — российский филолог, переводчик художественной литературы.
Отец — Семён Львович Лунгин (1920—1996) — советский и российский драматург, сценарист.
Брат — Евгений Семёнович Лунгин (род. 1960) — режиссёр, сценарист.
Первая супруга — Татьяна Олеговна Йенсен (род. 1947) — кинокритик. Сын — Александр Павлович Лунгин — сценарист, продюсер и кинорежиссёр.
Вторая супруга — Елена Лунгина (род. 1958) — искусствовед. Сын — Иван Павлович Лунгин — художник.
Имеет гражданство Франции, квартиру в Париже, дом в черногорском городе Улцынь.

## Признание и награды
- Лауреат Каннского кинофестиваля в номинации «Приз за лучшую режиссёрскую работу» за 1990 год[44]
- Лауреат Каннского кинофестиваля — Специальный приз жюри «За лучший актёрский ансамбль» за 2000 год
- Лауреат премии «Человек года» Федерации еврейских общин России (2005)
- Лауреат «Золотого орла» в номинации «Лучший режиссёр» за фильм «Остров» 2007 год
- Лауреат «Ники» в номинации «Лучший режиссёр» за фильм «Остров» 2007 год
- Лауреат национальной премии «Россиянин года» (2007 год)[45]
- Народный артист Российской Федерации (20 ноября 2008) — за большие заслуги в развитии отечественного кинематографа[2]
- Орден Дружбы (24 ноября 2010) — за заслуги в развитии отечественной культуры и искусства, многолетнюю плодотворную деятельность[46]
- Командор ордена Искусств и литературы (Франция, 2010 год)[47][48]
- Почётный член Российской академии художеств[49] (рост: 178 см)[50]
- Офицер ордена Почётного легиона (Франция, 2012 год).[51]

## Фильмография
| 1976 | Все дело в брате             |           | зелёная ✓ |           |
| 1978 | Конец императора тайги       |           | зелёная ✓ |           |
| 1981 | Всё наоборот                 |           | зелёная ✓ |           |
| 1983 | Непобедимый                  |           | зелёная ✓ |           |
| 1986 | Попутчик                     |           | зелёная ✓ |           |
| 1987 | Христиане                    |           | зелёная ✓ |           |
| 1989 | Вдовий пароход               |           | зелёная ✓ |           |
| 1990 | Такси-блюз                   | зелёная ✓ | зелёная ✓ |           |
| 1992 | Луна-парк                    | зелёная ✓ | зелёная ✓ |           |
| 1992 | Восточный роман              |           | зелёная ✓ |           |
| 1996 | Линия жизни                  | зелёная ✓ | зелёная ✓ |           |
| 2000 | Свадьба                      | зелёная ✓ | зелёная ✓ |           |
| 2001 | Лиса Алиса                   |           | зелёная ✓ |           |
| 2002 | Олигарх                      | зелёная ✓ | зелёная ✓ |           |
| 2005 | Бедные родственники          | зелёная ✓ | зелёная ✓ | зелёная ✓ |
| 2005 | Дело о «Мёртвых душах»       | зелёная ✓ | зелёная ✓ | зелёная ✓ |
| 2006 | Остров                       | зелёная ✓ |           | зелёная ✓ |
| 2007 | Ветка сирени                 | зелёная ✓ |           |           |
| 2008 | Розыгрыш                     |           |           | зелёная ✓ |
| 2009 | Царь                         | зелёная ✓ |           | зелёная ✓ |
| 2012 | Дирижёр                      | зелёная ✓ | зелёная ✓ | зелёная ✓ |
| 2012 | Конвой                       |           |           | зелёная ✓ |
| 2015 | Родина                       | зелёная ✓ | зелёная ✓ | зелёная ✓ |
| 2016 | Дама пик                     | зелёная ✓ | зелёная ✓ | зелёная ✓ |
| 2019 | Братство                     | зелёная ✓ | зелёная ✓ | зелёная ✓ |
| 2019 | Эсав                         | зелёная ✓ | зелёная ✓ | зелёная ✓ |
| 2020 | [[#c_училища]]               |           |           | зелёная ✓ |
| 2021 | Женский взгляд               |           |           | зелёная ✓ |
| 2024 | Василиса и хранители времени | зелёная ✓ |           |           |